# Acumontia longipes
Acumontia longipes is een hooiwagen uit de familie Triaenonychidae. De wetenschappelijke naam van Acumontia longipes gaat  terug op Lawrence.